# ماريا بيدرو
ماريا بيدرو مواليد 29 ديسمبر 1982، هي لاعبة كرة يد أنغولية تلعب كحارس مرمى. مثلت منتخب أنغولا لكرة اليد للسيدات. شاركت في دورة الألعاب الأولمبية الصيفية سنة 2004.

## سجل المنافسة
شاركت في البطولات التالية:
- الألعاب الأولمبية الصيفية 2004
- الألعاب الأولمبية الصيفية 2008
- بطولة العالم لكرة اليد للسيدات 2013

## روابط خارجية
- ماريا بيدرو على موقع اللجنة الأولمبية الدولية (الإنجليزية)
- ماريا بيدرو على موقع أوليمبيديا (الإنجليزية)